# Leonard Leslie Brooke
Leonard Leslie Brooke, qui signait souvent L. Leslie Brooke (24 septembre 1862 à Birkenhead ; mort le 1er mai 1940 à Hampstead) était un artiste et un écrivain anglais.

## Biographie
D'origine irlandaise, il contracta la fièvre typhoïde lors d'un voyage en Italie, ce qui le rendit partiellement sourd : plutôt que de se diriger vers l'université, il s'orienta vers la Laird School of Art (en) (1880-82). Il poursuivit ensuite sa formation à la St John's Wood Art School (en) (1882-84), puis à la Royal Academy Art School où il obtint l'Armitage medal en 1888. Après Walter Crane, il contribua à illustrer à partir de 1891 des ouvrages de Mary Louisa Molesworth (en).
En 1894, il épousa sa cousine, Sybil Diana, fille du chapelain Stopford Brooke, qui lui donnera un fils, un an plus tard. Ce dernier meurt lors de la Première Guerre mondiale au sein de la Royal Air Force.
Leonard Leslie Brooke publia en 1897 The Nursery Rhyme Book, avec une introduction et des notes d'Andrew Lang. Suivirent Nonsense Songs, The Pelican Chorus (1899) et The Jumblies.
En 1903 naquit son second fils et Johnny Crow's Garden. Parmi ses œuvres ultérieures, on peut citer The Story of the Three Little Pigs, Tom Thumb, The Golden Goose, The Three Bears, Golden Goose Book, Johnny Crow's Party et Ring o' Roses. Durant les années 1920, il illustra plusieurs livres pour adultes

## Les Trois Petits Cochons

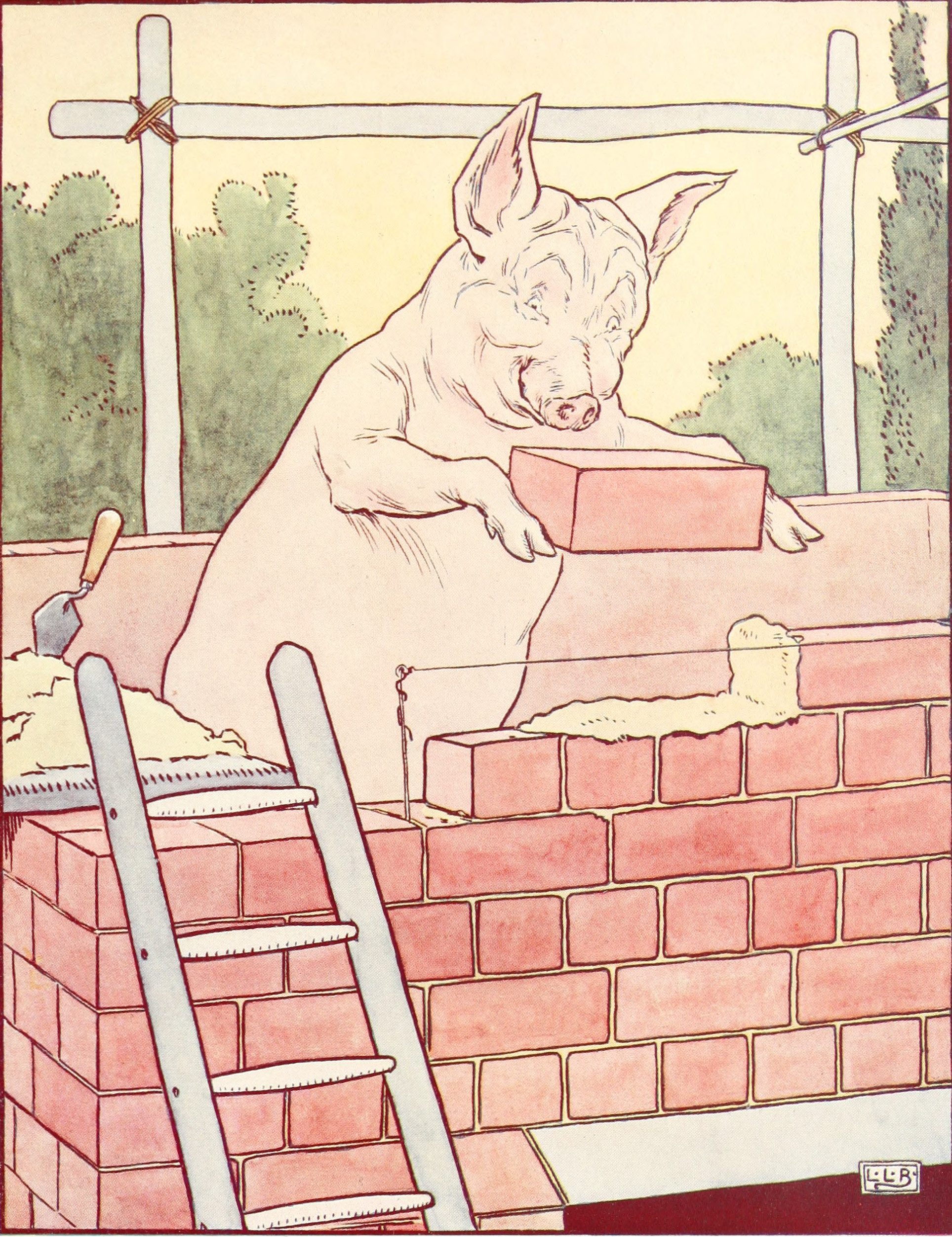
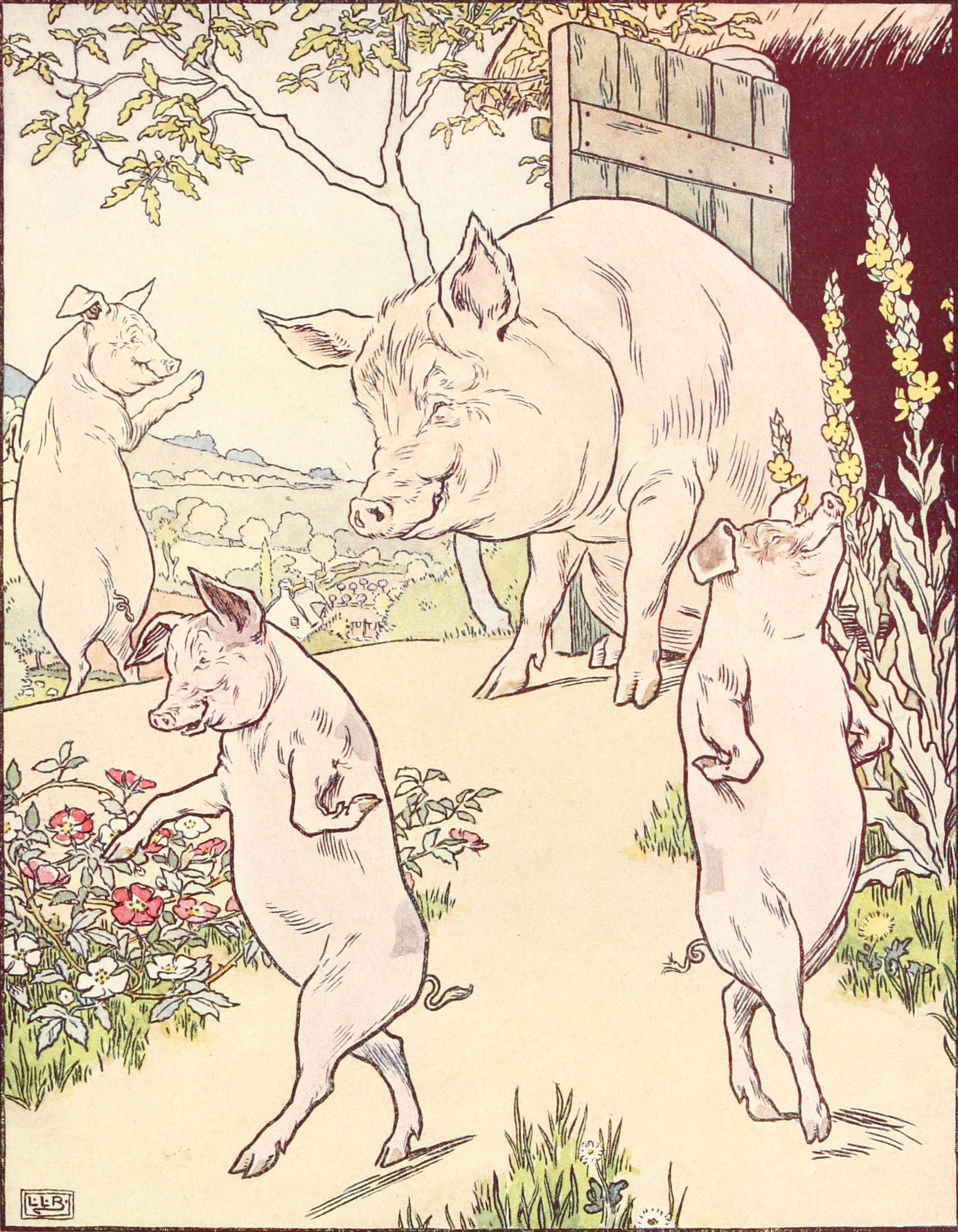

## Boucles d'or et les Trois Ours

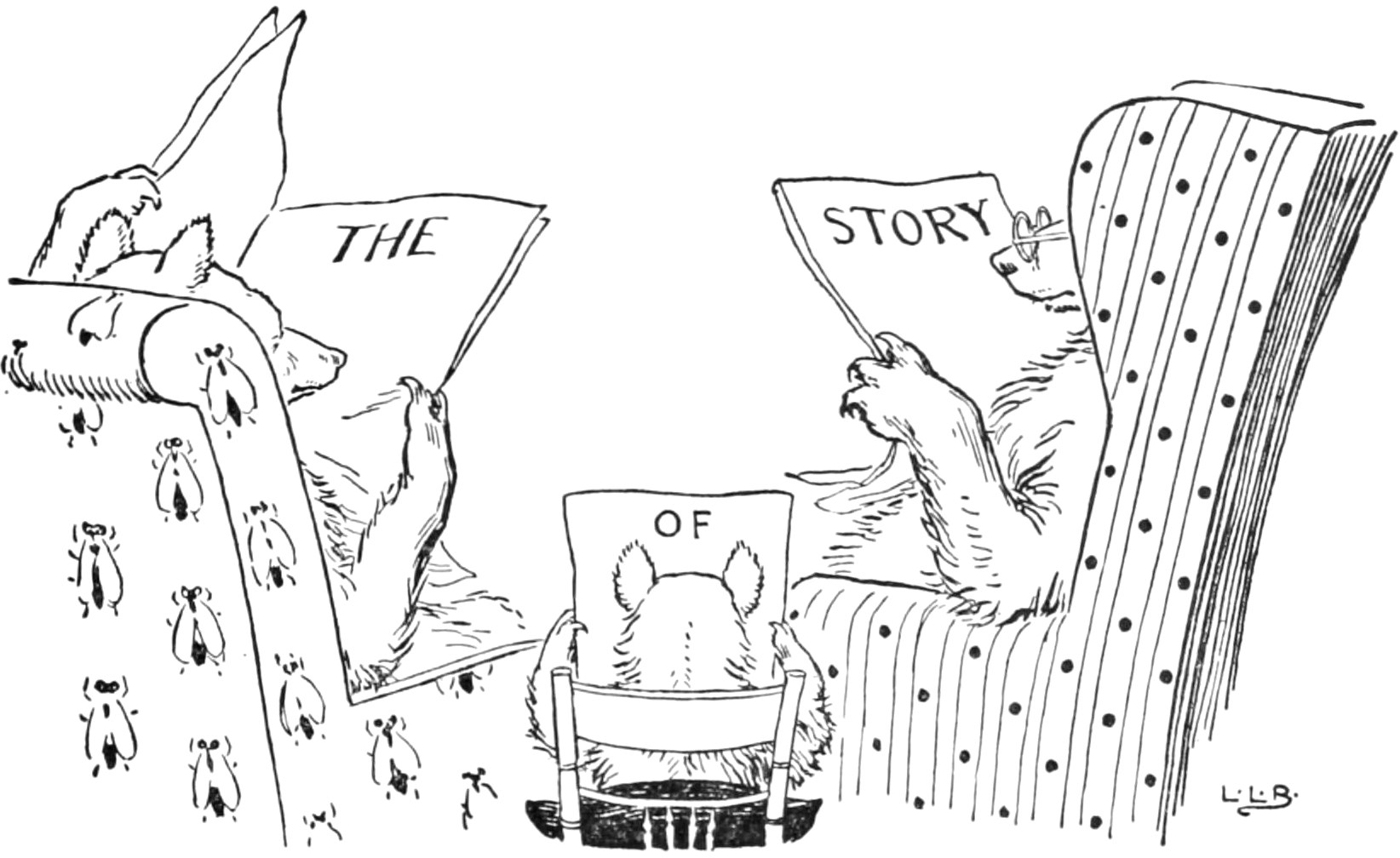

## L'Oie d'or

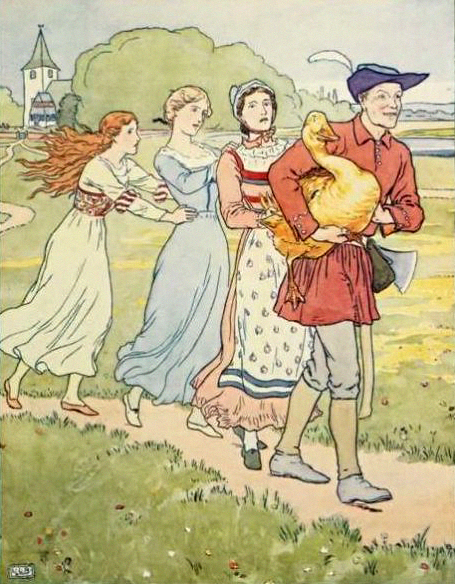

## Le tailleur et le corbeau

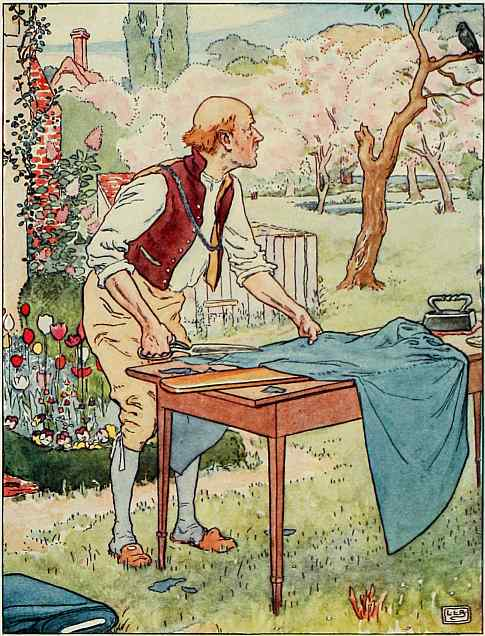

## Le lion et la licorne(en)
Le lion et la licorne sont les symboles du Royaume-Uni.

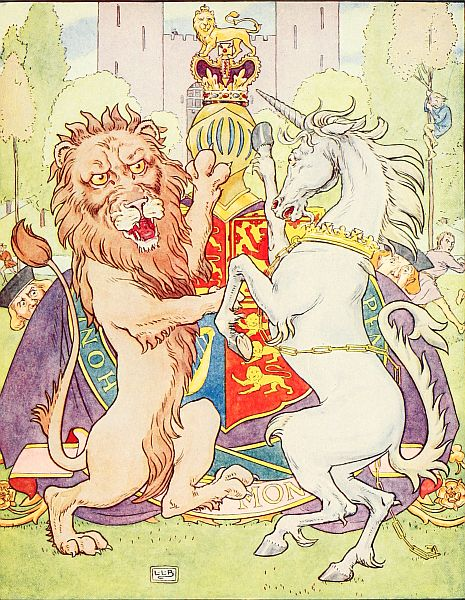